# كانايالال مانكلال مونشي
كانايالال مانكلال مونشي (30 ديسمبر 1887-8 فبراير 1971)، المعروف باسمه المستعار غانشام فياس، ناشط، وسياسي، وكاتب، وتربوي في حركة الاستقلال الهندية من ولاية كجرات. بدأ حياته محاميًا، تحول لاحقًا إلى كاتب وسياسي. اسمه معروف في الأدب الكجراتي. أسس بهاراتيا فيديا بهافان، صندوق تعليمي، في عام 1938.
كتب مونشي أعماله بثلاث لغات هي الكجراتية والإنجليزية والهندية. قبل استقلال الهند، كان لمونشي دور في المؤتمر الوطني الهندي وبعد الاستقلال، انضم إلى حزب سواتانترا. شغل مونشي العديد من المناصب الهامة مثل عضو الجمعية التأسيسية للهند، ووزير الزراعة والغذاء في الهند، وحاكم ولاية أتر برديش. في أواخر حياته، كان أحد الأعضاء المؤسسين للمجلس العالمي للهندوس.

## الحياة السياسية

### حركة الاستقلال الهندية
بسبب تأثير أوروبندو، مال مونشي نحو المجموعة الثورية وشارك في عملية صنع القنابل. ولكن بعد أن استقر في مومباي، انضم إلى حركة الحكم الذاتي الهندي وأصبح سكرتيرًا في عام 1915. في عام 1917 أصبح سكرتيرًا لجمعية رئاسة بومباي. في عام 1920 حضر جلسة المؤتمر السنوية في أحمد آباد وتأثر برئيسها سوريندراناث بانرجي.
في عام 1927 انتخِب لعضوية الجمعية التشريعية في بومباي، ولكن بعد حركة باردولي ساتياغراها استقال بأمر المهاتما غاندي. شارك في حركة العصيان المدني عام 1930 واعتقل لمدة ستة أشهر في البداية. بعد مشاركته في الشق الثاني من نفس الحركة، اعتقِل مرة أخرى وقضى عامين في السجن عام 1932. في عام 1934 أصبح سكرتيرًا لمجلس النواب في الكونغرس.
انتخِب مونشي مرة أخرى في انتخابات رئاسة بومباي عام 1937 وأصبح وزيرًا للداخلية في رئاسة بومباي. خلال فترة توليه منصب وزير الداخلية، قمع أعمال الشغب الطائفية في بومباي. قبِض على مونشي مرة أخرى بعد أن شارك في ساتياغراها الفرد في عام 1940.
دعم فكرة الحرب الأهلية لإجبار المسلمين على التخلي عن مطلبهم، مع اكتساب الطلب على باكستان زخمًا. اعتقد أن مستقبل الهندوس والمسلمين يكمن في الوحدة في «الهند الموحدة». عارض الكونغرس وتركه في عام 1941، ولكن المهاتما غاندي دعاه مرة أخرى في عام 1946.

### المناصب التي شغلها
- عضو الجمعية التشريعية في بومباي.[7]
- عضو لجنة العمل في المؤتمر الوطني الهندي (1930)، عضو لجنة الكونغرس لعموم الهند (1930-1936، 1947).
- سكرتير المجلس البرلماني للكونغرس (1934).
- وزير الداخلية في حكومة بومباي (1937-1940).

### الهند ما بعد الاستقلال
شارك في عدة لجان من بينهم لجنة الصياغة واللجنة الاستشارية واللجنة الفرعية للحقوق الأساسية. قدم مونشي مسودته حول الحقوق الأساسية إلى الصياغة وسعى إلى جعل الحقوق التقدمية جزءًا من الحقوق الأساسية. بعد استقلال الهند، زار مونشي، وساردار باتل، ونارهار فيشنو جادجيل ولاية جوناغاد لتحقيق الاستقرار في الولاية بمساعدة الجيش الهندي. في جوناغاد، أعلن باتل إعادة بناء معبد سومناث ذي الأهمية التاريخية. توفي باتل قبل الانتهاء من إعادة الإعمار. أصبح مونشي الدافع الرئيسي وراء تجديد معبد سومناث حتى بعد معارضة جواهر لال نهرو.
عُين مونشي مبعوثًا دبلوماسيًا ووكيلًا تجاريًا (وكيلًا عامًا) إلى ولاية حيدر أباد الأميرية، حيث خدم حتى انضمامها إلى الهند في عام 1948. كان مونشي عضوًا في لجنة العلم المخصصة التي اختارت علم الهند في أغسطس 1947، وفي اللجنة التي صاغت دستور الهند برئاسة أمبيدكار.
إلى جانب كونه سياسيًا ومربيًا، كان مونشي أيضًا من دعاة حماية البيئة. أسس مهرجان الغابة في عام 1950، عندما كان وزيرًا لاتحاد الأغذية والزراعة، لزيادة المساحة تحت الغطاء الحرجي. منذ ذلك الحين، يُنظم المهرجان لمدة أسبوع لزراعة الأشجار كل عام في شهر يوليو في جميع أنحاء البلاد، وتجري زراعة عدد كبير من الأشجار.
شغل مونشي منصب حاكم ولاية أتر برديش منذ عام 1952 وحتى عام 1957. في عام 1959 انفصل مونشي عن حزب المؤتمر (الاشتراكي) الذي هيمن عليه نهرو وبدأ حركة الهند الموحدة. آمن بوجود معارضة قوية، لذلك أسس مع شاكرافارتي راجاجوبالاتشاري حزب سواتانترا، الذي كان يمينيًا في سياساته، ومشجعًا للأعمال التجارية، وداعمًا لاقتصاد السوق الحر، وحقوق الملكية الخاصة. حقق الحزب نجاحًا كبيرًا وتلاشى في النهاية.
في أغسطس 1964 ترأس الاجتماع لتأسيس المنظمة القومية الهندوسية وهي المجلس العالمي للهندوس في سانديباني الأشرم.